# Enar Josefsson
Gustaf Enar Josefsson (* 6. September 1916 in Åsele; † 18. Dezember 1989 in Stockholm) war ein schwedischer Skilangläufer.
Josefsson errang Ende Februar 1948 bei den Lahti Ski Games den dritten Platz über 18 km. Bei den Nordischen Skiweltmeisterschaften 1950 in Lake Placid gewann er jeweils die Silbermedaille über 18 km und 50 km und die Goldmedaille mit der Staffel. Im selben Jahr siegte er bei den Svenska Skidspelen im Lauf über 18 km. Bei den Olympischen Winterspielen 1952 in Oslo holte er die Bronzemedaille mit der Staffel und belegte über 18 km den 13. Platz. Im selben Jahr wurde er schwedischer Meister über 30 km und lief bei den Svenska Skidspelen auf den dritten Platz. Seine beste Platzierung bei den Nordischen Skiweltmeisterschaften 1954 in Falun war jeweils der neunte Platz über 15 km und 50 km.